# Älska till döds
Älska till döds (engelska: Body of Evidence) är en amerikansk erotisk thriller från 1993, regisserad av Uli Edel. I de ledande rollerna ses Madonna och Willem Dafoe med bland andra Joe Mantegna och Anne Archer.

## Handling
Den äldre, hjärtsjuke miljonären Andrew Marsh dör under annorlunda omständigheter på sitt gods i Portland, Oregon. Hans blod avslöjar spår av kokain och man hittar också en video som visar hans kärleksakt med galleriägaren Rebecca Carlson (Madonna). Marshs sekreterare Joanne Braslow (Archer) uppger att Carlson mördade Marsh. Försvarsadvokat Frank Dulaney (Dafoe) tar sig an Carlsons fall strax innan distriktsåklagare Robert Garrett (Mantegna) anklagar henne för mord. Dulaney får veta att Carlson kommer att få ärva Marshs gods värt åtta miljoner dollar, men är övertygad om hennes oskuld.

## Rollista
| Madonna          | – Rebecca Carlson   |
| Willem Dafoe     | – Frank Dulaney     |
| Joe Mantegna     | – Robert Garrett    |
| Anne Archer      | – Joanne Braslow    |
| Julianne Moore   | – Sharon Dulaney    |
| Stan Shaw        | – Charles Briggs    |
| Charles Hallahan | – doktor McCurdy    |
| Lillian Lehman   | – domare Burnham    |
| Mark Rolston     | – detektiv Reese    |
| Jeff Perry       | – Gabe              |
| Richard Riehle   | – detektiv Griffin  |
| Jürgen Prochnow  | – doktor Alan Paley |
| Frank Langella   | – Jeffrey Roston    |

## Om filmen
Filmens framgång blev en stor flopp på bio och fick negativa recensioner av en del kritiker men på hyrvideo var den succé. Madonna fick en Razzie för sämsta kvinnliga huvudroll.